# Lista över finländska adelsätter
Detta är en lista över ätter som introducerats på Finlands riddarhus:
(A) adlig; (F) friherrlig; (G) grevlig; (Furste) furstlig

## A
- (A) Adlercreutz
- (A) Adlerstjerna
- (A) Agricola
- (A) von Alfthan
- (F) von Alfthan
- (A) Aminoff
- (F) Aminoff
- (G) Aminoff
- (A) von Ammondt
- (A) Antell
- (A) Armfelt
- (F) Armfelt
- (G) Armfelt
- (A) Arppe

## B
- (A) von Baumgarten
- (A) von Becker
- (A) Benzelstjerna
- (A) Bergenheim
- (F) Bergenheim
- (A) Bergenstråle
- (G) Berg
- (A) Björkenheim
- (A) af Björkesten
- (A) af Björksten
- (A) von Blom
- (A) Blåfield
- (A) von Boehm
- (A) Boije af Gennäs
- (F) Boije af Gennäs
- (A) von Boisman
- (A) von Bonsdorff
- (F) von Bonsdorff
- (A) von Born
- (F) von Born
- (A) Bosin
- (A) Brakel
- (A) Brand
- (A) von Briskorn
- (A) Brummer
- (A) Brummer
- (A) Bruncrona
- (A) af Brunér
- (A) Brunow
- (A) Bruun
- (F) Bruun
- (A) von Burghausen
- (A) Bäck i Finland
- (A) von Böningh

## C
- (F) Carpelan
- (F) Cedercreutz
- (A) Cederholm
- (F) Cederström
- (A) von Cederwald
- (A) Charpentier
- (A) von Christierson
- (A) Clementeoff
- (A) von Collan
- (A) Conradi
- (G) Creutz
- (G) Cronhjelm af Hakunge
- (A) Cronstedt
- (F) Cronstedt

## D
- (A) von Daehn
- (A) de Besche
- (A) de Carnall
- (A) de Carnall
- (A) De Geer
- (G) de Geer Till Tervik
- (A) de la Chapelle
- (F) de la Chapelle
- (A) de la Motte

## E
- (A) Edelfelt
- (A) Edelheim
- (A) Edelsköld
- (A) Ehrenmalm
- (A) Ehrenstolpe
- (A) Ehrenström
- (A) Ehrnrooth
- (A) Ehrnrooth
- (A) Ekbom
- (A) Ekestubbe
- (A) Eneberg
- (A) af Enehjelm
- (A) Eneskjöld
- (A) von Essen
- (A) Estlander
- (A) Estlander
- (A) Etholén
- (A) Etholén
- (A) von Etter

## F
- (A) Falckenheim
- (A) Falck
- (A) Fellman
- (A) Feuerstern
- (A) von Fieandt
- (A) Finckenberg
- (A) Fischer
- (F) Fleming af Lieblitz
- (A) Fock
- (A) Forbes
- (A) af Forselles
- (F) af Forselles
- (A) Forsman
- (A) Fraser
- (A) Fredensköld
- (F) Freedricksz
- (A) Freidenfelt
- (A) von Frenckell
- (F) von Friesendorff
- (A) af Frosterus
- (A) Furuhjelm
- (A) Furumarck

## G
- (A) Gadolin
- (A) af Gadolin
- (A) von Gertten
- (A) Glansentjerna
- (A) Godenhjelm
- (A) Granfelt
- (A) Gripenberg
- (F) Gripenberg
- (A) Gripenwaldt
- (A) Grotenfelt
- (A) Grönhagen
- (A) von Guvenius
- (A) Gyldenstolpe
- (F) Gyldenstolpe
- (A) Gyllenbögel
- (A) Gyllenhök

## H
- (A) von Haartman
- (F) von Haartman
- (A) Hackman
- (A) von Hartmansdorff
- (F) von Hauff
- (A) von Hauswolff
- (A) Hedenberg
- (A) von Heideman
- (A) von Hellens
- (F) von Hellens
- (A) af Hellen
- (A) af Heurlin
- (A) Hisinger
- (F) Hisinger-Jägerskiöld
- (F) Hjerta
- (A) Hjulhammar
- (A) Hjärne
- (F) Hjärne
- (A) af Hällström
- (A) Hästesko af Målagård

## I
- (A) Idestam
- (A) Indrenius
- (F) Indrenius-Zalewski

## J
- (A) Jerlström
- (A) Jordan
- (A) von Julin
- (A) Jägerhorn af Spurila
- (A) Jägerhorn af Storby
- (A) Jägerskiöld
- (A) Järnefelt

## K
- (A) af Klercker
- (F) af Klercker
- (A) Klick
- (F) Klinckowström
- (A) Klingstedt
- (A) Knorring
- (F) von Knorring
- (A) von Knorring
- (A) von Konow
- (A) von Kothen
- (F) von Kothen
- (A) Krabbe
- (A) von Kræmer
- (A) Kuhlefelt
- (A) Kuhlman
- (G) Kuscheleff-Besborodko

## L
- (A) Ladau
- (A) Lagerborg
- (A) Lagermarck
- (A) Lagus
- (F) Langenskiöld
- (A) Langenskjöld
- (F) Langhoff
- (A) Lavonius
- (A) Lillienberg
- (A) Lilljebrunn
- (A) Lindcrantz
- (A) Lindelöf
- (A) Linder
- (F) Linder af Svartå
- (A) af Lindfors
- (A) Lode
- (F) Lybecker

## M
- (F) Mannerheim
- (G) Mannerheim
- (A) Mannerstråle
- (A) von Marquard
- (A) Martinau
- (A) Mechelin
- (A) Mechelin
- (A) af Meinander
- (F) Mellin
- (Furste) Menschikoff
- (A) von Minckwitz
- (A) Molander
- (F) Molander
- (A) Montgomerie
- (A) Morian
- (A) Munck af Fulkila
- (F) Munck
- (A) Munsterhjelm
- (A) von Müller
- (A) Möllersvärd

## N
- (A) von Nandelstadh
- (A) Nassokin
- (F) Nicolaij
- (F) von Nolcken
- (A) Nordenheim
- (A) Nordenskjöld
- (A) Nordenstam (nr. 161)
- (A) Nordenswan
- (A) Nordmann
- (A) Norrmén
- (A) von Nottbeck
- (A) von Numers
- (A) Nybom
- (A) Nyborg

## O
- (A) Oker-Blom
- (A) Olivecreutz
- (A) Ollonberg

## P
- (A) Palmén
- (F) Palmén
- (A) Palmfelt
- (A) af Petersen
- (A) Pinello
- (A) Pippingsköld
- (A) Pipping
- (A) Pistolekors
- (A) von Platen
- (A) Pomell
- (A) von Post
- (A) Procopé
- (A) Prytz

## Q
- (A) von Qvanten

## R
- (F) Ramsay
- (A) Ramsay
- (A) von Rancken
- (A) von Rehausen
- (F) Rehbinder
- (A) Reiher
- (A) Rein
- (A) Rennerfelt
- (A) von Rettig
- (A) Reuterskjöld
- (A) Ridderborg
- (A) Ridderstad
- (A) Ridderstorm
- (A) Riddersvärd
- (A) Roediger
- (A) von Rohr
- (F) Rokassowskij
- (A) Roos af Hjelmsäter
- (A) Rosenbröijer
- (F) Rosenkampff
- (A) Rosenlew
- (A) Rotkirch
- (F) Rotkirch

## S
- (A) Sackleen
- (F) Sackleen
- (A) Sanmark
- (A) Sass
- (A) von Schantz
- (A) Schatelowitz
- (A) Schauman
- (A) Schildt
- (A) von Schoultz
- (A) von Schrowe
- (A) Schulman
- (F) af Schultén
- (A) af Schultén
- (A) Schützercrantz
- (A) Segercrantz
- (A) Segerstråle
- (F) Silfverhjelm
- (A) Silfverswan
- (A) Snellman
- (A) Soisalon-Soininen
- (A) Spåre
- (F) Stackelberg
- (A) Standertskjöld
- (F) Standertskjöld
- (F) Standertskjöld-Nordenstam
- (A) Starck
- (A) af Stenhof
- (A) Steven
- (G) Stewen-Steinheil
- (A) von Sticht
- (A) Stierncreutz
- (F) Stjerncrantz
- (A) Stjernschantz
- (A) Stjernvall
- (A) Ståhlhane
- (A) Stålarm Tavast
- (A) Stålhammar
- (F) von Suchtelen
- (G) von Suchtelen
- (A) Svinhufvud af Qvalstad
- (A) Sölfverarm

## T
- (A) Tandefelt
- (F) Tandefelt
- (A) Taube
- (A) Tawaststjerna
- (A) Tawast
- (A) Teetgren
- (A) af Tengström
- (A) von Tesche
- (A) Thesleff
- (A) von Thomsen
- (A) Tigerstedt
- (A) Toll
- (A) Toll
- (A) Torwigge
- (A) von Trapp
- (A) Tudeer
- (F) von Troil
- (A) von Törne
- (A) Törngren
- (A) Törnqvist

## U
- (A) Uggla
- (A) af Ursin

## W
- (A) Wadenstierna
- (A) Wahlberg
- (A) Wahren
- (A) Walleen
- (F) Walleen
- (A) Wallensköld
- (A) Wallenstjerna
- (A) Wallenstråle
- (A) Wasastjerna
- (A) von Weissenberg
- (A) von Wendt
- (F) von Willbrand
- (A) von Willebrand
- (F) von Willebrand
- (F) von Willebrand
- (A) von Winther
- (F) Wrede af Elimä
- (A) von Wright
- (A) von Wulffert
- (A) von Wulffert
- (A) Wuorenheimo
- (A) Wärnhjelm

## Y
- (A) Yrjö-Koskinen
- (F) Yrjö-Koskinen

## Z
- (G) Zakrewsky
- (A) Zansen

## Ö
- (A) Örn
- (A) Örnhjelm